# Берингштедт
Берингштедт (нем. Beringstedt) — община в Германии, в земле Шлезвиг-Гольштейн. 
Входит в состав района Рендсбург-Экернфёрде. Подчиняется управлению Хоэнвештедт-Ланд.  Население составляет 726 человек (на 31 декабря 2010 года). Занимает площадь 14,29 км².